# North Tidworth
North Tidworth – osada w Anglii, w Wiltshire, w dystrykcie (unitary authority) Wiltshire, w civil parish Tidworth. W 2001 roku civil parish liczyła 5991 mieszkańców. North Tidworth jest wspomniana w Domesday Book (1086) jako Todew(o)rde/Todowrde.